# 피브로박테르균류
피브로박테르균류(-菌類)는 피브로박테르균문(Fibrobacteres) 또는 섬유균문 또는 섬유간균문에 속하는 작은 세균 문의 하나이다. 이 세균의 대부분은 반추 동물의 반추 위에서 섬유소를 분해하는 세균이다. 다른 세균 문(의간균문)으로 분류해 왔으나, 1988년 의간균속(Bacteroides)에서 분리되었다.

## 분류
- 피브로박테르균강 (Fibrobacteres)[3]
  - 피브로박테르균목 (Fibrobacteriales)
    - 피브로박테르균과 (Fibrobacteraceae)
      - 피브로박테르균속 (Fibrobacter) Montgomery et al. 1988
        - Fibrobacter intestinalis Montgomery et al. 1988
        - Fibrobacter succinogenes (Hungate 1950) Montgomery et al. 1988
          - Fibrobacter succinogenes elongatus Montgomery et al. 1988
          - Fibrobacter succinogenes succinogenes (Hungate 1950) Montgomery et al. 1988